# Manoel Solon Rodrigues Pinheiro
Manuel Solon Rodrigues Pinheiro (Solonópole, 30 de julho de 1864 - Manaus, 24 de janeiro de 1917) foi um jornalista, político e advogado brasilleiro.

## Biografia
Primogênito de Raimundo Pinheiro de Melo e Quitéria Correia Nogueira Pinheiro, nasceu na Fazenda Monte-Mor. Teve 15 irmãos: Brígida, Perpétua, Leopoldo (falecido quando era criança), Elvira, Leopoldo, Fenelon, Almino (falecido quando era criança), Dulcinea, Almino, Carlota, Maria Ambrosina, Julieta, Alboína, Raimundo e Rósio.
Formou-se em Ciências Jurídicas e Sociais no Recife em 28 de novembro de 1888. Ainda estudante, em Fortaleza, foi membro da sociedade abolicionista como primeiro secretário da Libertadora Estudantil.
Foi deputado provincial do Ceará de 1888 a 1889. Em 1891 foi membro da Assembléia Constituinte da República. Foi novamente eleito, agora para o cargo de deputado federal, no período de 1896 a 1899, pelo Partido Democrata Cearense.
Foi jornalista em Fortaleza, escrevendo e dirigindo o jornal O Estado, além de escrever artigos para A Constituição, O Ceará, O Estado, Unitário, e em Manaus, para os jornais A Pátria e Jornal do Comércio. Foi também diretor do Instituto Benjamin Constant, de 1901a 1903, em Manaus.
Casou-se no ano de 1905, em Manaus, com Rosa Pereira da Silva, com quem teve cinco filhos: Manuel Sólon, Raimundo César, Agesislau, Rui e Adelaide. Está sepultado em Manaus.

## Homenagens
- O município de Cachoeira, no estado do Ceará, onde nasceu, teve seu nome mudado em 1943 para Solonópole, em sua homenagem.[5][6]
- Uma importante rua no centro de Fortaleza homenageia o político.[7]
- O CRAS do Crato homenageia com seu nome.[8]
- A prefeitura de Solonópole concede periodicamente a Comenda Solon Pinheiro.[9]